# 圣地亚哥大镇
圣地亚哥大镇，是西班牙卡斯蒂利亚-拉曼恰昆卡省的一个市镇。总面积181平方公里，总人口2673人（2001年），人口密度15人/平方公里。